# 左方の舞と右方の舞
『左方の舞と右方の舞』（さほうのまいとうほうのまい）は、日本の作曲家、早坂文雄が作曲した管弦楽曲。

## 作曲の経緯
1941年8月19日に完成した。

## 初演
1942年3月3日、日比谷公会堂において、マンフレート・グルリット指揮、東京交響楽団（現在の東京フィルハーモニー交響楽団）によって初演された。

## 編成
ピッコロ1、フルート2、オーボエ2、コーラングレ1、B管クラリネット2、バスクラリネット1、ファゴット2、ホルン4、トランペット2、トロンボーン2、テューバ1、ティンパニ、ウッドブロック（拍子木）、トライアングル、小太鼓、カスタネット、シンバル、大太鼓、タムタム、チェレスタ、ハープ、弦楽五部。

## 作品の概要
早坂文雄の代表作と言われている。日本の雅楽に基づいた作品であるが、雅楽からの直接的な引用は行なわれていないとされている。「左方と右方」という言葉は雅楽のものであり、唐を経由して伝来したものを左舞、高麗を経由して伝来したものを右舞という。早坂はこの作品について、ヨゼフ・ローゼンストック指揮、日本交響楽団による再演の際に「…私はこの2つの舞楽を組み合わせ、左・右の主題が交互に現れるような、いわばロンド形式をえて、これを制作した」と述べている。
序奏つきの変則的なロンド形式。木管楽器による序奏で開始される。続いて、緩やかな「左舞」が始まり、旋律が木管楽器から弦楽器へと受け渡される。弱音器つきトランペットとヴァイオリンのユニゾンでこの旋律が頂点を迎えると、弦楽器のコル・レーニョの伴奏に乗って「右舞」が始まる。木管楽器に旋律が提示されたのち、序奏が再現され、展開部に入る。ホルンなどの伴奏で、弦楽器に「右舞」の旋律が「左舞」風に提示されると、トロンボーンのグリッサンドを伴う、新しい旋律が金管楽器を中心に唐突に現れ、これをきっかけに「左舞」の主題が高らかに奏される。カスタネットや小太鼓、ウッドブロックのリズムが余韻を残す中、静かに、消え入るように終る。